# 亜リン酸
亜リン酸（あリンさん、Phosphorous acid）は、化学式がH3PO3の無機化合物である。リンのオキソ酸の一つで、他にはリン酸と次亜リン酸がある。還元されたリン化合物のみ語尾が"ous"となっている。酸無水物の加水分解によって合成される。
{\displaystyle {\ce {{P4O6}+ 6 H2O -> 4 HP(O)(OH)2}}}
これはリン酸と五酸化二リンとの関係に似ている。

## 互変異性
H3PO3は、HP(O)(OH)2側に互変異性化する。この化学種の平衡はP(OH)3側が劣勢である。トリヒドロキシ型は亜リン酸、ジヒドロキシ型はホスホン酸と呼ばれる。リン酸のいくつかはOとPとの間でのHの移動により複雑に互変異性化する。固体状態のとき、HP(O)(OH)2はP=O間が148 pm、P-O(H)間が154 pmの四面体構造をとる。

## 性質
水溶液中においてもHP(O)(OH)2の化学種が圧倒的に優勢であり2価の酸として作用する。
{\displaystyle {\ce {H2PHO3\ \rightleftarrows \ \ {H^{+}}+HPHO3^{-}\ ,}}} pKa1 = 1.5
{\displaystyle {\ce {HPHO3^{-}\ \rightleftarrows \ \ {H^{+}}+PHO3^{2-}\ ,}}} pKa2 = 6.79
比較的強い還元剤としても働き、硝酸銀、塩化金(III)、および硫酸銅水溶液からそれぞれ金属を遊離し、酸性水溶液中の標準酸化還元電位は以下の通りである。
{\displaystyle {\ce {H3PO4\ +{2H^{+}}+2{\mathit {e}}^{-}=H2PHO3\ +H2O\ ,}}} {\displaystyle E^{\circ }=-0.276{\rm {V}}}
亜リン酸塩はアルカリ金属およびアンモニウム塩は水に可溶で還元作用が強いが、アルカリ土類金属その他の塩は水に難溶性のものが多い。

## 合成
工業的には、三塩化リンを水または水蒸気で加水分解して合成される。
{\displaystyle {\ce {PCl3\ + 3 H2O -> HP(O)(OH)2\ + 3 HCl}}}
亜リン酸カリウムは亜リン酸の前駆体である。
{\displaystyle {\ce {K2HPO3\ + 2 HCl -> 2 KCl\ + H3PO3}}}
慣例的に、亜リン酸カリウム水溶液は過剰な塩酸と一緒に処理される。アルコールによる濃縮と沈殿によって純粋な酸を分離することができる。